# Javier Tusell
Pour les articles homonymes, voir Tusell.
Javier Tusell Gómez, né à Barcelone le 28 août 1945 et mort à Barcelone le 8 février 2005, est un historien espagnol spécialiste de l'histoire contemporaine de l'Espagne. En 1981, il devint titulaire de la chaire d'histoire contemporaine à l'UNED.

## Œuvres
- Sociología electoral de Madrid (1969)
- La Segunda República en Madrid (1970)
- Las elecciones del Frente Popular en España (1971)
- La reforma de la Administración local en España (1973)
- Historia de la Democracia Cristiana en España (1974)
- La España del siglo XX (1975)
- El caciquismo en Andalucía (1976)
- La política y los políticos en tiempos de Alfonso XIII (1976)
- La oposición democrática al franquismo 1932–1962 (1977)
- Franco y los católicos: la política interior española entre 1945 y 1957 (1984)
- Franco y Mussolini. La política española durante la segunda guerra mundial (1985), en collaboration avec sa femme, Genoveva García Queipo de Llano.
- Hijos de la sangre (1986)
- La derecha española contemporánea (1986), avec Juan Avilés.
- Radiografía de un golpe de Estado (1987)
- La URSS y la Perestroika desde España (1988)
- La España de Franco (1989)
- La dictadura de Franco (1989)
- Retrato de Mario Vargas Llosa (1990)
- Manuel Giménez Fernández: precursor de la democracia española (1990), avec José Calvo.
- El secuestro de la democracia (1990), avec Justino Sinova.
- Franco en la Guerra Civil. Una biografía política (1992)
- Maura y el regeneracionismo (1993)
- Carrero. La eminencia gris del régimen de Franco (1993)
- La transición española (1995)
- Juan Carlos I. La restauración de la monarquía (1995)
- Franco, España y la II Guerra Mundial: entre el Eje y la neutralidad (1995)
- La revolución postdemocrática (1997)
- España, una angustia nacional (1999)
- Arte, historia y política en España (1890–1939) (1999)
- La política exterior de España en el siglo XX (2000)
- Fotobiografía de Juan Carlos I (2000)
- Una breve historia del siglo XX: los momentos decisivos (2001)
- Alfonso XIII. El rey polémico (2002), en collaboration avec sa femme.
- Vivir en guerra. Historia ilustrada de España 1936–1939 (2003)
- Tiempo de incertidumbre: Carlos Arias Navarro entre el franquismo y la transición (1973-1976) (2003)
- Fascismo y franquismo cara a cara: una perspectiva histórica (2004)
- El aznarato: el gobierno del Partido Popular 1996–2003 (2004)
- Dictadura franquista y democracia, 1939–2004 (2005)